# The Kooks
The Kooks — британський рок-гурт. Був створений 2004 року в Брайтоні. Гурт випустив чотири студійні альбоми: Inside In/Inside Out (2006), Konk (2008), Junk Of The Heart (2011) та Listen (2014).

## Історія
Люк Прічард, Г'ю Гарріс, Пол Гарред та Макс Рафферті вперше зустрілись в Брайтонському Інституті сучасної музики 2003 року. Натхнення створити групу прийшло до Прічарда, коли він і Гарред одного дня вийшли купити одяг. Виступаючи на MTV Гарред сказав: « Тоді ми зрозуміли як повинен виглядати наш гурт, тож ми купили деякий одяг і ці капелюхи». Назва гурту пішла від назви пісні «Kooks» Девіда Боуї. Перша пісня яку зіграв гурт була кавер-версія на пісню «Reptilia» гурту The Strokes. Записавши перший демо-альбом гурт отримав багато пропозицій від продюсерів і записуючих компаній. Не пройшло і трьох місяців з моменту утворення гурту, як був підписаний контракт з Virgin Records 2005 року.

### Inside In/Inside Out(2006—2007)
Після підписання контракту з Virgin Records хлопці не поспішали записувати дебютний альбом, а сконцентрували зусилля на концертній діяльності і написанні нових пісень. Вирушивши в свій перший концертний тур без альбому, хлопці розвинули свій особистий стиль, який сприйнявся публікою. В результаті чого при написанні альбому гурт мав велику кількість пісень різного стилю та звучання, з яких були відібрані найкращі.

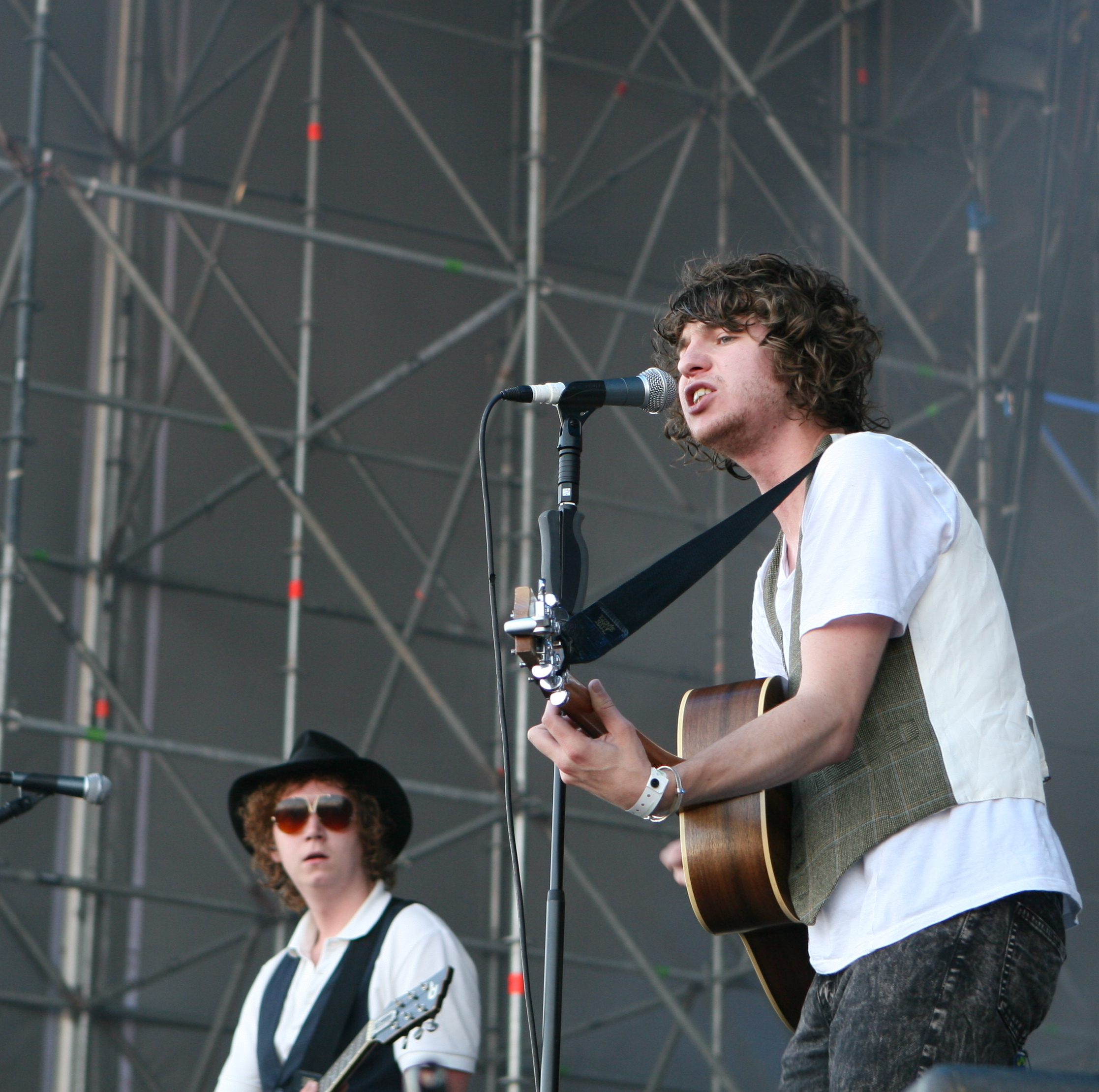
Виступ The Kooks в Барселоні 2008 року

2005 року The Kooks записують дебютний альбом Inside In/Inside Out в лондонській студії. За перший тиждень продажів було продано 19 098 примірників альбому та отримані гарні відгуки критиків та слухачів.

### Konk(2008)
31 грудня 2008 гурт залишив Макс Рафферті. На зміну Рафферті прийшов Ден Логан, басист з брайтонського гурту Cat the Dog. Однак не зміг органічно увійти в склад The Kooks, тому остаточно місце басиста дісталося Пітеру Дентону.
Другий альбом гурту вийшов в квітні 2008 року, та був названий на честь студії де він був записаний. Обидва альбоми були зпродюсовані Тоні Хоффером. За перший тиждень продажів було продано 65 901 примірників альбому.

### Junk of the Heart(2009—2011)
У квітні 2009 року музиканти гурту анонсували вихід нового, третього по рахунку альбому. Запис альбому відбувався в новому оточуючому середовищі, як зазначив Люк Прічард: " На декілька тижнів ми наче забарикадували себе в сільській місцевості, зупинившись у знайомих в Норфолці ". Робота над записом проходила дуже повільно і не задовольняла музикантів, тому було вирішено змінити продюсера. Замість Джима Ебісса (англ. Jim Abyss) був запрошений старий продюсер гурту Тоні Хоффер, поради якого зумовили стиль нового альбому. Запис альбому був завершений 30 березня. Вийшов альбом 9 вересня 2011 року.

### Listen
Четвертий студійний альбом англійського рок-гурту The Kooks, виданий 8 вересня 2014-го року на лейблі Virgin EMI Records.

## Склад
- Люк Прічард — вокал, гітара;
- Г'ю Гарріс — електронна гітара, бек-вокал;
- Пітер Дентон — бас-гітара, бек-вокал;
- Алекс Нуньес — ударні.

### Колишні музиканти
- Пол Гарред — ударні;
- Макс Рафферті — бас-гітара;
- Ден Логан — бас-гітара.

## Дискографія

### Студійні альбоми
- 2006 — Inside In/Inside Out;
- 2008 — Konk;
- 2011 — Junk Of The Heart;
- 2014 — Listen.
- 2022 — 10 Tracks to Echo in the Dark

### Сингли
- 2005 — Eddie's Gun;
- 2005 — Sofa Song;
- 2006 — You Don't Love Me;
- 2006 — Naïve;
- 2006 — She Moves in Her Own Way;
- 2006 — Always Where I Need to Be;
- 2008 — Shine On;
- 2008 — Sway;
- 2011 — Junk of the Heart (Happy);
- 2011 — Is It Me;
- 2012 — How'd You Like That;
- 2014 — Down;
- 2014 — Around Town;
- 2014 — Bad Habit;
- 2014 — Forgive & Forget;
- 2015 — See Me Now.